# Elektronisches Meetingsystem
Elektronische Meetingsysteme (EMS) sind eine Informationstechnik, die Meetings von Gruppen unterstützt. Sie erleichtern Problemlösung und Entscheidungsfindung in Gruppen. Der Begriff Electronic Meeting Systems wurde von Jay Nunamaker et al. im Jahr 1991 geprägt. Der Terminus ist synonym mit Group Support System (GSS) und im Wesentlichen auch mit Group Decision Support System (GDSS). Elektronische Meetingsysteme bilden eine Unterklasse der Anwendungen für Computer Supported Cooperative Work.
Elektronische Meetingsysteme vermeiden schädliche Einflüsse und überwinden typische Blockaden von Gruppenarbeit unter anderem durch (optionale) Anonymisierung und Parallelisierung der Teilnehmerbeiträge.
Zu den Meetings lädt ein Gastgeber oder Moderator – ähnlich wie zu einer Webkonferenz – die Teilnehmer per E-Mail ein.

## Begriffliche Abgrenzungen
Elektronische Meetingsysteme sind begrifflich einerseits von klassischer Groupware, andererseits von Webkonferenzsystemen abzugrenzen. Angesichts der Vielzahl der Produkte kommt es in der Realität zu Überschneidungen.
Von Groupware unterscheiden sich EMS durch die Intensität der Zusammenarbeit: Groupware unterstützt nach Lubich die Zusammenarbeit von Gruppen, wobei die Einzelbeiträge erkennbar bleiben. EMS unterstützen die Gruppe bei der kooperativen Erarbeitung eines Ergebnisses, für das die Gruppe als Ganzes verantwortlich ist. Groupware-Systeme und EMS sind prozessual komplementär, weil Groupware Teams bei der Recherche und Erstellung von Dokumenten in der Vorbereitung einer EMS-Sitzung bzw. der Implementierung der Ergebnisse einer EMS-Sitzung unterstützt.
Webkonferenzsysteme und EMS sind komplementär. EMS ergänzen Webkonferenzsysteme um interaktive Werkzeuge für die Erzielung und Dokumentation von Gruppenergebnissen. Webkonferenzsysteme ergänzen EMS um die dort fehlende Funktionalität für Sprachkonferenz und Screensharing.

## Geschichte

### Die Anfänge
Nunamaker u. a. nennen als erste Ansätze zur Entwicklung einer EMS-Technik das CASE-Projekt PSL/PSA Mitte der sechziger Jahre. Die ersten EMS nach heutigem Verständnis entstanden Anfang und Mitte der achtziger Jahre als Universitäts- oder Forschungsprojekte:
1. Die University of Arizona entwickelte einen Prototyp namens Plexsys auf der Basis des PSL/PSA-Projektes.
2. Die University of Minnesota entwickelte das System SAMM (Software Aided Meeting Management).
3. Das Xerox PARC entwickelte Colab.
4. Die University of Michigan entwickelte verschiedene EMS-Werkzeuge auf Macintosh-Basis und forschte zur Raum- und Möbelgestaltung.

Die Arbeiten unterschieden sich in ihren Zielen: Während sich das Xerox PARC auf kleine kooperierende Gruppen von 2 bis 6 Personen konzentrierte, konzentrierte sich die University of Arizona auf größere, nicht notwendigerweise kooperierende Gruppen von 16 bis 24 Personen.
Ende der achtziger Jahre entstand ein kommerzieller EMS-Markt. 1989 gründete die University of Arizona die Ventana Corp., die aus Plexsys heraus das kommerzielle Produkt GroupSystems entwickelte. Zur gleichen Zeit wurde VisionQuest von Beginn an als kommerzielles Produkt entwickelt. 1992 gründet Xerox PARC die unabhängige Tochter LiveWorks Inc., die auf der Basis des Forschungsprojektes Colab das kommerzielle Produkt LiveBoard entwickelt.

### Erste LAN-basierte Produkte – 1990er Jahre
Als Urvater moderner EMS-Systeme gilt das seit 1989 von der Ventana Corporation entwickelte Group Systems. Group Systems stellte erstmals die Standardfunktionen moderner EMS-Systeme wie Brainstorming und Kategorisierung, Abstimmungen und Diskussionen im Zusammenhang einer chronologischen Agenda zur Verfügung. Beiträge konnten parallelisiert und anonymisiert erfolgen, die Ergebnisse eines Arbeitsschrittes, z. B. eines Brainstormings, in ein nachfolgendes Werkzeug, z. B. eine Abstimmung, kopiert werden.
Technisch basierte das System auf Clients unter Microsoft Windows, die über ein lokales Netzwerk (LAN) auf einen Server mit Paradox-Datenbank zugriffen. Die Beschränkung auf lokale Meetings, die erheblichen Anforderungen an die Infrastruktur und die komplexe Steuerung der Software durch den Moderator standen einer weiten kommerziellen Verbreitung entgegen. In der Folge wurde Group Systems zu einem Expertenwerkzeug ausgebaut, dass zumeist in speziellen, mit Computertechnik ausgestatteten Konferenzräumen oder durch spezialisierte Unternehmensberatungen eingesetzt wurde.
In den späten 1990er und frühen 2000er Jahren entwickelten sich weitere EMS. Diese stützten sich wie das niederländische Inteam oder das amerikanische Meetingworks auf eine LAN-basierte Client-Server-Architektur und unterlagen den dadurch bedingten Einschränkungen. Einen Sonderweg ging Facilitate.com, das bereits zu Beginn der 2000er Jahre auf HTML-Technologie setzte, für die Internet-Fähigkeit jedoch die (damals) gravierenden Funktionseinschränkungen dieser Technologie in Kauf nahm.

### Webanwendungen
Seit ca. 2005 fokussiert sich die Entwicklung von EMS auf Systeme, die die von modernen Betriebssystemen gewohnte graphische Bedienbarkeit im Webbrowser realisieren. Dies vereinfacht neben der Nutzung des EMS in fest installierten Meetingräumen auch die Anwendung in Online-Meetings über das Internet. Hierbei muss der Meeting-Leiter sich der besonderen Situation bewusst sein, dass alle Teilnehmer – unterstützt durch das EMS – nur vermittelt durch Technik kommunizieren. Diese hierzu notwendigen Fähigkeiten werden mit E-Moderation bezeichnet.
Prototypische Vertreter dieser Produktgeneration sind das aus Group Systems hervorgegangene Produkt Thinktank sowie das jüngere MeetingSphere oder das ursprünglich bei der Fraunhofer-Gesellschaft entwickelte teambits:workshop. Diese Produkte bieten die Funktionalitäten eines EMS webbasiert an, unterscheiden sich jedoch hinsichtlich ihrer Ausrichtung und Funktionstiefe: ThinkTank bietet die aus Group Systems bekannte Funktionstiefe für professionell moderierte Workshops und baut diese weiter aus. teambits bietet digitale Moderationswerkzeuge, die sowohl in Meetings vor Ort, wie auch über das Internet zusammen mit Webkonferenzen verwenden werden können. MeetingSphere positioniert sich dagegen als integrierter Satz von Meeting-Tools für die Unterstützung von Online-Meetings und -Workshops sowie das asynchrone Arbeiten in virtuellen Teams. Der Entwicklungsschwerpunkt liegt hier auf der Vereinfachung der Bedienbarkeit. Der Portable MeetingSphere Server erweitert diesen Ansatz auf lokale Workshops und Großgruppenmoderation.
Eine Sonderrolle spielen die Produkte next.moderator und teambits:unite die auf die Unterstützung sehr großer Gruppen bei Großveranstaltungen abzielen. Hier liegt der Fokus darauf, viele Personen vor Ort ideal zu vernetzen und gemeinsame Ergebnisse zusammenzuführen, diese automatisch zu protokollieren und schnell für alle sichtbar zu machen.

## Standardfunktionen
EMS bieten eine Reihe von Standardfunktionen vor allem aus der Moderationstechnik, die sich in Funktionsumfang und Tiefe jedoch zum Teil erheblich unterscheiden. Sie unterscheiden sich ferner durch das Angebot zusätzlicher Werkzeuge sowie Art und Umfang der Administrationsfunktionen, ferner dem Grad der Interoperabilität mit Webkonferenzsystemen für Screensharing oder Sprachkonferenzen.

### Brainstorming und Kategorisierung
Ein elektronisches Brainstorming basiert auf dem gemeinsamen Beschreiben einer gemeinsamen Liste von Ideen. Im Gegensatz zu papiergestützten Brainstorming oder Brainwriting-Verfahren werden gesendete Beiträge sofort allen Teilnehmern angezeigt, typisch in anonymisierter Form. Durch die Herabsetzung der sozialen und prozessualen Barrieren (Anonymisierung, Parallelisierung) können mehr – auch abweichende – Ideen in kürzerer Zeit generiert werden. Die Vorteile eines elektronischen Brainstormings gegenüber traditionellen Verfahren nehmen mit wachsender Gruppenstärke zu.
Optional erfolgt eine gemeinsame Kategorisierung der Beiträge in Themenordner. Bei graphisch bedienbaren EMS ziehen die Teilnehmer die Beiträge mit der Maus in die Ordner.

### Diskussion
Die Diskussionswerkzeuge in EMS ähneln einem strukturierten Chat, der zu mehreren Themen gleichzeitig, meist unter einer übergeordneten Fragestellung erfolgt. Die Parallelisierung erfolgt auf mehreren Ebenen: Auf der Ebene der gleichzeitig zur Diskussion gestellten Themen, auf der die Teilnehmer die Themen wählen, zu denen sie aktiv beitragen wollen, und auf der Ebene der einzelnen Beiträge, die alle Teilnehmer unabhängig voneinander erfassen und absenden können. Diskussionen können anonym oder namentlich, meist auch teil-anonym nach Gruppenzugehörigkeit geführt werden.
Durch die Herabsetzung der sozialen und prozessualen Barrieren (Anonymisierung, Parallelisierung) kann im Vergleich zur mündlichen Diskussion eine wesentlich größere Anzahl von Beiträgen ausgetauscht werden. Zwischenmenschliche Konflikte können vermieden, Gruppenzwänge aufgehoben werden.

### Abstimmung
EMS bieten eine Reihe typischer Abstimmungsverfahren wie Skalen, Mehrfachauswahl, Rangfolgen oder Budgetierung. Die mehrfache Abstimmung nach unterschiedlichen Kriterien oder Abstimmungsverfahren ermöglicht Nutzwert- und Wirkanalysen. Die Ergebnisse stehen bei Abschluss der Abstimmung zur Verfügung, in der Regel sowohl in tabellarischer als auch in graphischer Form.
Im Gegensatz zu klassischen Abstimmungen durch Handheben oder Punkte-Kleben im Rahmen der Pinnwandmoderation erfolgen Abstimmungen in EMS anonym (z. T. auch teilanonym nach Gruppenzugehörigkeit) und mit wesentlich höherer Differenzierung.

### Agenda
Moderne EMS organisieren den Ablauf des Meetings in Form einer Agenda, die die Aktivitäten des Meetings thematisch und chronologisch gliedert und nach Werkzeug spezifiziert. Aus der Agenda steuert die moderierende (gastgebende) Person das Meeting, indem sie die Teilnehmer in die einzelnen Werkzeuge einlädt (startet).
Zum Teil ist die Übernahme von Agenden aus vorhandenen Meetings oder aus Vorlagen möglich.

### Protokoll
Die Inhalte eines EMS-gestützten Meetings liegen als Datenbankinhalte vor. Sie können – je nach gewähltem System – in unterschiedlichen Formaten als Datei ausgegeben oder gedruckt werden.

## Synchrone und asynchrone Meetings
Synchrone, d. h. gleichzeitige, Meetings bieten den Vorteil der unmittelbaren, spontanen Interaktion zwischen den Teilnehmern. Sie setzen jedoch die gleichzeitige Verfügbarkeit aller Teilnehmer voraus. Asynchrone Meetings erhöhen die Verfügbarkeit der Teilnehmer, indem sie den genauen Zeitpunkt der Teilnahme dem Teilnehmer überlassen. Asynchrone Meetings eignen sich daher besonders dann, wenn es weniger um Spontanität als um den reflektierten Input ausgewählter Teilnehmer geht.
Technisch unterscheiden sich synchrone, d. h. gleichzeitige, Meetings und asynchrone Meetings, an denen Teilnehmer zeitversetzt teilnehmen, dadurch, wie lange die Werkzeuge den Teilnehmern zur Verfügung stehen. Typisch sind die Teilnehmer eines synchronen Meetings jeweils in genau einer Aktivität aktiv, die sie gemeinsam bearbeiten. Zeitgleiche Online-Meetings erfordern in aller Regel eine parallele Sprachkonferenz für die mündliche Steuerung des Gruppenprozesses sowie Screensharing per Webkonferenz, falls Bildschirminhalte präsentiert werden sollen.
In asynchronen Meetings sind dagegen häufig mehrere Werkzeuge mit unterschiedlichen Fragestellungen geöffnet. Das zeitliche Zusammentreffen und die zeitlich unmittelbare Interaktion zwischen den Teilnehmern ist hier rein zufällig. Asynchrone Meetings werden häufig zum Einholen von Feedback oder Input eingesetzt. Entweder unabhängig von einem synchronen realen oder virtuellen Meeting oder in dessen Vorbereitung oder zur Nachbereitung offen gebliebener Fragen.
EMS unterscheiden sich in der Unterstützung asynchroner Meetings zum Teil beträchtlich. Die Unterschiede betreffen vor allem auf die Dauer der unterstützen Meetings (24 Stunden/Tage/Wochen), die Planung und Kommunikation asynchroner Meetings (Agenda, Einladung) und die Ausprägung des Lizenzmodells (Flatrate/Pay-Per-Use/Concurrent Meetings usw.)

## Vorteile Elektronischer Meetingsysteme
Die Vorteile von EMS gegenüber klassischen Konferenzen oder Workshops mit Pinnwandmoderation sind
- Online-Fähigkeit, dadurch Entfall von Reisekosten und -zeiten
- Erhöhte Verfügbarkeit der Teilnehmer
- Erhöhte Interaktivität und Partizipation durch Parallelisierung
- Erhöhte Offenheit und Unvoreingenommenheit durch Anonymisierung
- Schärfere Analysen durch Abstimmungen und Auswertungen in Echtzeit
- Verringerung der Vorbereitungszeiten durch Nutzung von Agendavorlagen
- Reproduzierbarkeit von Meeting und Workshopabläufen durch Agendavorlagen
- Automatische, neutrale Dokumentation

## Nachteile Elektronischer Meetingsysteme
Die Masse der in der Literatur diskutierten Nachteile von EMS gegenüber klassischen Konferenzen oder Workshops sind durch technischen Fortschritt oder die zielgruppengerechte Ausprägung überwunden:
- Die vormals hohen Infrastrukturerfordernisse sind auf Internetzugang und Browser reduziert
- Die vormals hohen Anforderungen an den Moderator sind in den Systemen, die für die alltägliche Anwendung konzipiert sind, stark reduziert
- Die kulturelle Hürde, Meetings über ein technisches Medium durchzuführen ist durch die Gewöhnung an Webkonferenzen reduziert.

Die verbleibenden Nachteile resultieren primär bei räumlicher Verteilung der Teilnehmer durch den Wegfall der persönlichen Begegnung und der deutlich reduzierten Bandbreite an nonverbalen Kommunikationsmöglichkeiten, die auch durch Videokonferenzen nur in geringem Maß kompensiert werden können.